# Ritta Boemm

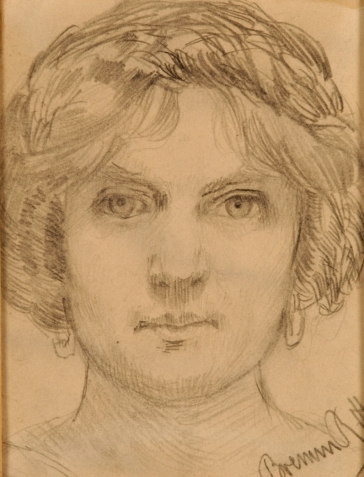
Selbstporträt

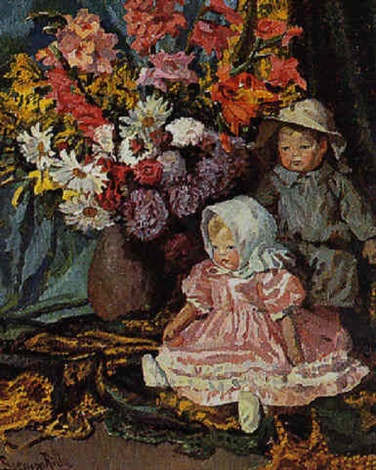
Stillleben

Ritta Boemm (geboren 20. Januar 1868 in Lőcse, Österreich-Ungarn; gestorben 16. April 1948  in Budapest) war eine ungarische Malerin.

## Leben
Ritta Boemm war eine Tochter des Malers Theodor Boemm (1822–1899) und der Mária Modrach. Sie zog mit der Familie nach Dresden und studierte dort Malerei, und anschließend in Paris. Ab 1898 arbeitete sie in Budapest.
Boemm ist auf dem Farkasréti temető beerdigt.